# 글리코젠 탈분지효소

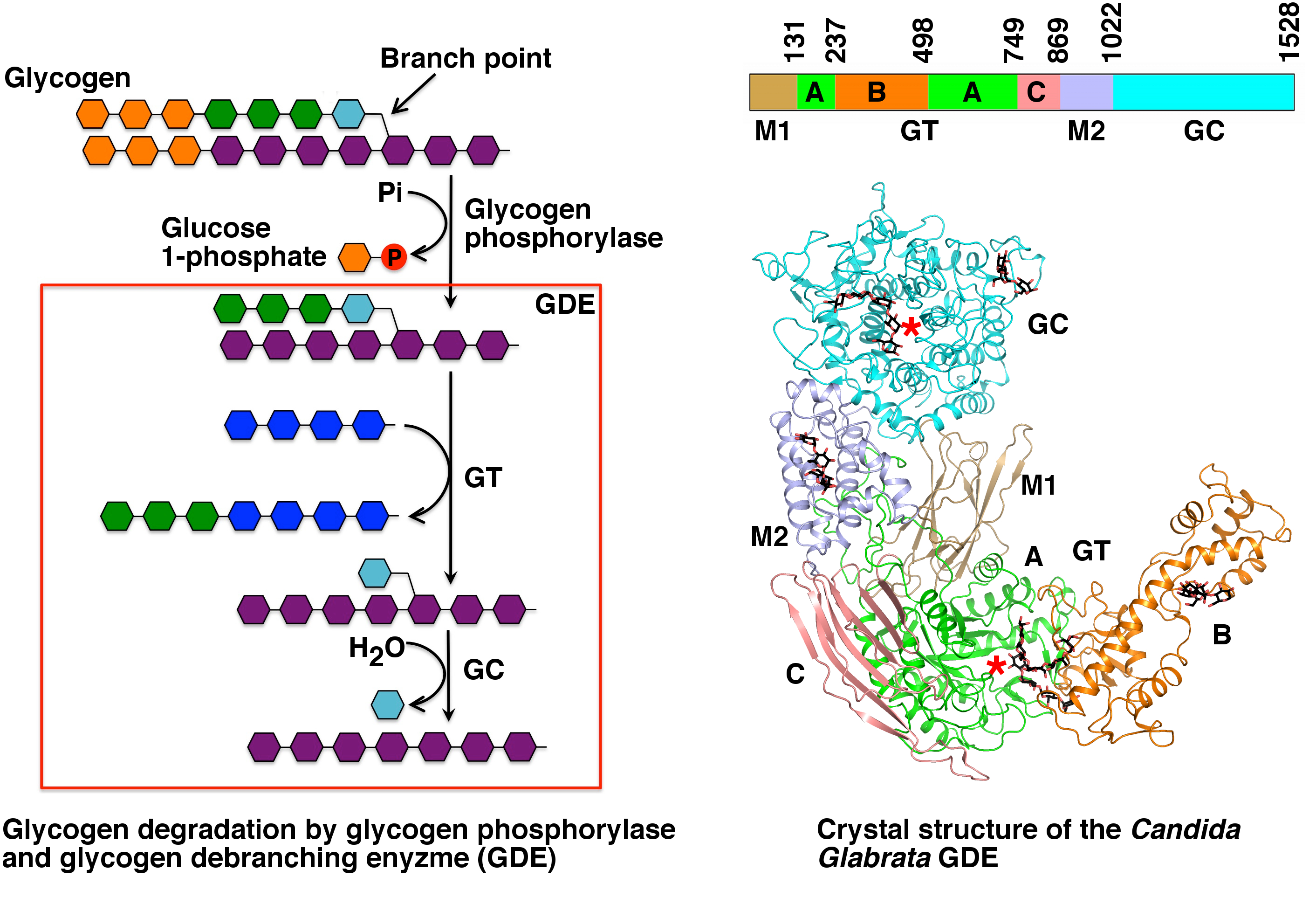
진핵생물의 글루코젠 탈분지효소의 기능과 구조

글리코젠 탈분지효소(영어: glycogen debranching enzyme)는 글루코실기전이효소 및 글루코시데이스 활성을 통해 체내에서 포도당을 저장하는 역할을 하는 글리코젠의 분해를 촉진하는 데 도움을 주는 효소이다. 가인산분해효소와 함께 글리코젠 탈분지효소는 근육과 간에 저장된 글리코젠을 포도당으로 전환시킨다. 이는 대부분의 생물체에서 에너지 저장의 주요 원천을 이룬다. 글리코젠 분해는 혈당량의 항상성 균형을 유지하기 위해 인슐린과 글루카곤을 포함한 다양한 호르몬에 의해 신체, 특히 간에서 고도로 조절된다. 글리코젠 분해가 글리코젠 탈분지효소의 돌연변이로 인해 제대로 수행되지 못하면 글리코젠 축적 질환 III형과 같은 대사성 질환이 발생할 수 있다.

## 같이 보기
- 글리코젠
- 글리코젠 분해